# Eupithecia fulgurata
Eupithecia fulgurata es una especie de polilla de la familia Geometridae. La especie fue descrita por primera vez por András Mátyás Vojnits habiendo sido descrita en 1982, con distribución en Kazajistán.